# Hermann Frank (Diplomat)
Hermann Heinrich Frank (* 2. August 1853 in  Wikoline, Landkreis Guhrau, heute Wiklina, Gemeinde Wąsosz; † 21. November 1916 in Ponorogo, Jawa Timur) war ein deutscher Orientalist und Diplomat.

## Leben
Hermann Frank war ein Sohn des Rittergutsbesitzers auf Wikoline Eduard Heinrich Frank und seiner Frau Auguste Dorothea, geb. Noebel. Er besuchte das Gymnasium in Lauban. Nach dem Abitur studierte er von 1873 bis 1877 Rechtswissenschaften an den Universitäten Göttingen, Tübingen und Berlin. Am 12. Juli 1878 bestand er das Referendarexamen und trat am 15. August 1878 in den preußischen Justizdienst ein. Von 1880 bis 1881 war er im preußischen Verwaltungsdienst tätig.
Von Oktober 1881 bis 1884 studierte er an der Universität Leipzig Orientalistik, vor allem bei Heinrich Leberecht Fleischer, und wurde im August 1884 mit einer Arbeit zur Erkenntnis des Sufismus nach Ibn Haldûn zum Dr. phil. promoviert.
Zum 31. März 1885 trat er in den Auswärtigen Dienst des Deutschen Reiches ein. Er wurde als Dragomanats-Eleve an die Gesandtschaft in Teheran entsandt. Seit 2. September 1885 Dragoman, blieb er bis 1890 in Teheran. Dann wurde er als Kanzler-Dragoman an das Konsulat in Beirut versetzt und übernahm vom Juli bis November 1892 dessen kommissarische Leitung. Vom Mai bis November 1894 hatte er die kommissarische Leitung des Vizekonsulats in Fiume inne.
Am 23. März 1897 erfolgte seine Versetzung an das Generalkonsulat in Konstantinopel mit der Dienstbezeichnung 1. Dragoman. Hier blieb er bis zum 31. Mai 1899. Nach Urlaub und Krankenurlaub wurde er zum 25. Mai 1901 in den Ruhestand versetzt.

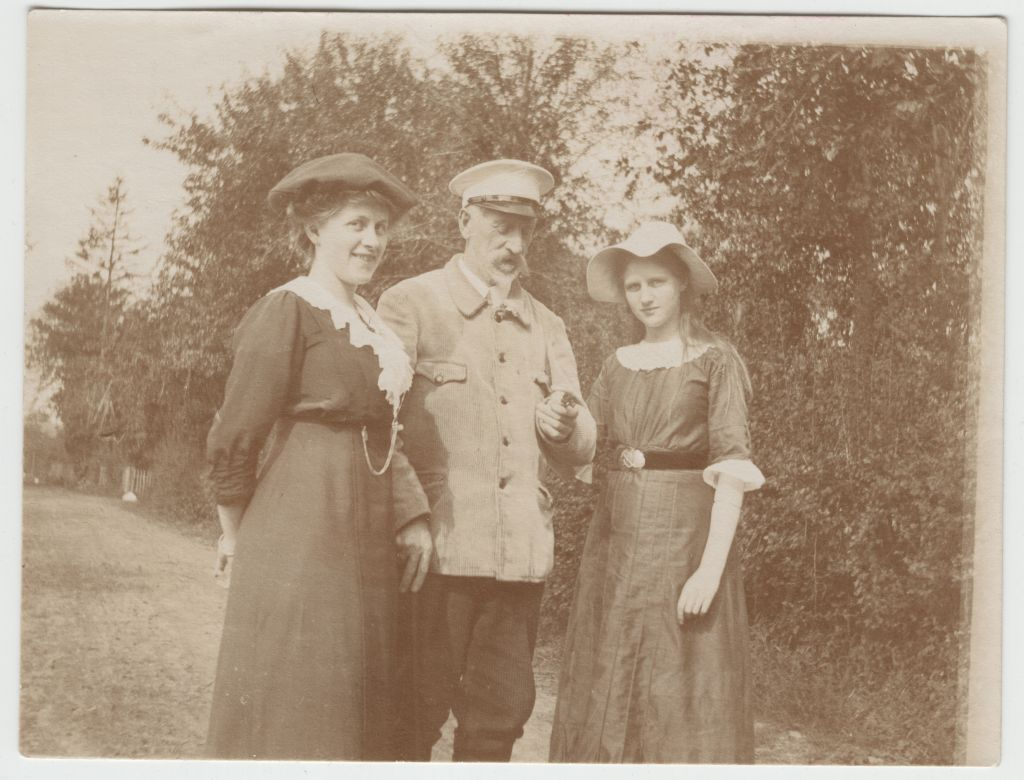
Hermann Frank mit Töchtern in Wikoline (1913)

Er zog mit der Familie nach Pernau und leitete hier das Asiatische Museum, eigentlich seine eigene Sammlung. 1901 trat er der 1896 gegründeten Alterthumforschenden Gesellschaft zu Pernau bei und übernahm in deren Vorstand die Aufgabe eines ehrenamtlichen Inspektors ihres Museums. Im Auftrag der Gesellschaft für Geschichte und Altertumskunde der russischen Ostseeprovinzen in Riga inventarisierte und beschrieb er die in den Ostseegouvernements vorhandenen arabischen Münzen. Nach 1905 hielt er sich für längere Zeit in Portugal und ab 1910 dauerhaft in Batavia auf. In der Julikrise 1914 erfolgte vom 23. Juli 1914 an seine kommissarische Beschäftigung am Generalkonsulat in Batavia bis zum 20. September 1914. Er starb, ohne nach Europa zurückzukehren, 1916 auf Java.
Seit 1889 war er verheiratet mit der Deutsch-Baltin Auguste, geb. von Brandt, der Tochter eines kaiserlich-russischen Offiziers und Rittergutsbesitzers auf Kailes bei Pernau (estnisch Kaelase, Landgemeinde Halinga). Das Paar hatte einen Sohn Felix (* 1891) und zwei Töchter, Eveline (1890–1962), die später als Scherenschnittkünstlerin bekannt war, und Ilse (* 1898).

## Werke
- Beitrag zur Erkenntnis des Sufismus nach Ibn Haldûn. Leipzig, Phil. Diss. 1884
- Die baltisch-arabischen Fundmünzen. In: Mitteilungen aus dem Gebiete der Geschichte Liv-, Est- und Kurlands 18 (1908), S. 311–486